# Eupackardia calleta
Eupackardia calleta is een vlinder uit de familie nachtpauwogen (Saturniidae). Het is de enige soort in het geslacht Eupackardia. De wetenschappelijke naam is, als Saturnia calleta, in 1853 door John Obadiah Westwood gepubliceerd. De spanwijdte bedraagt tussen de 80 en 110 millimeter.
De vlinder komt voor in Mexico, Guatemala en het uiterste zuiden van de Verenigde Staten.
Waardplanten die door de rupsen worden gebruikt zijn onder meer Fraxinus, Leucophyllum frutescens, Sapium biloculare en Fouquieria splendens. De vlinder neemt geen voedsel meer tot zich als imago.

## Synoniemen
- Platysamia polyommata Tepper, 1882
- Eupackardia semicaeca Cockerell, 1914
- Eupackardia caeca Draudt, 1929
- Eupackardia digueti Bouvier, 1936